# Melaleuca agathosmoides
Melaleuca agathosmoides är en myrtenväxtart som beskrevs av Charles Austin Gardner. Melaleuca agathosmoides ingår i släktet Melaleuca och familjen myrtenväxter. Inga underarter finns listade i Catalogue of Life.